# 米爾賽德·蘇丹-加里耶夫

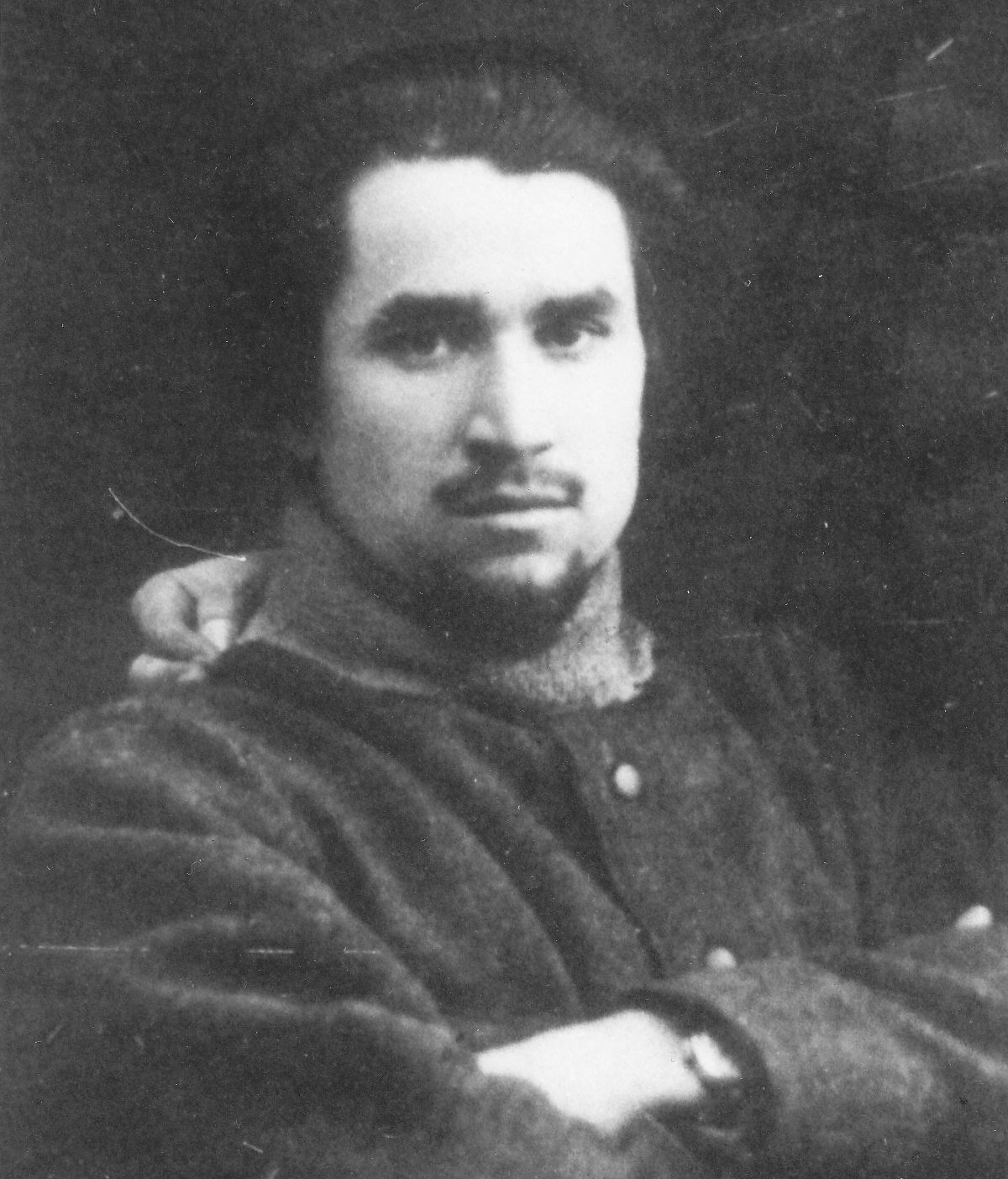
米爾賽德·蘇丹-加里耶夫

米爾賽德·蘇丹-加里耶夫（1892年—1940年），伏爾加韃靼人，蘇聯共産黨高级干部。

## 生平
生于俄罗斯帝国鞑靼地区的乌法省。毕业于喀山一所师范学校，当过教员，出版过鞑靼期刊，参加过“Ислах”革命组织。1905年俄国革命失败后，流亡至巴库。1917年5月，出席在莫斯科召开的全俄穆斯林大会，并且当选为全俄穆斯林委员会委员。1917年7月，在圣彼得堡参与成立穆斯林社会委员会，任执委会书记。1917年起，领导民族人民委员会的穆斯林部门。1918年5月，参加鞑靼－巴什基尔苏维埃共和国的制宪工作。俄国国内战争时期，任俄罗斯苏维埃联邦社会主义共和国穆斯林军事委员会中央委员、民族事务人民委员会主席（1919年）。1919年至1921年，任俄共（布）中央委员会东方局主席。1920年至1923年，任民族事务人民委员会委员。他还是俄罗斯穆斯林共产党的创始人和领导者。
他想给马克思主义一个伊斯兰面相。他认为，除了少数大地主和资产阶级外，俄罗斯帝国压迫了整个穆斯林社会。他的尝试被俄共（布）认为是过分容忍泛突厥主义和泛伊斯兰主义。
1923年春，斯大林告知加里耶夫他给巴什基尔一位同志的密谋信已被斯大林获悉，这封信表明当地存在鞑靼人的地下组织。斯大林对加里耶夫表示警告。加里耶夫随后以密文的形式给他的联系人寄信通知他们销毁自己之前的信件。这封信件被国家政治保卫总局截获，并被送交中央监察委员会主席瓦勒良·古比雪夫。5月初，他被召见、开除俄共（布）党籍并被逮捕关入卢比扬卡监狱。当时巴斯玛奇运动已失败，中亚已恢复和平。1923年6月9日，俄共（布）中央政治局召开了为期四天由加米涅夫主持的会议，数十位中央委员和58位民族共产党人参加。古比雪夫做报告，其中包含了加里耶夫的信和口供，声称加里耶夫供认不讳，并认为可以判处自己死刑。但古比雪夫最终认为加里耶夫已经认罪，所以可以将他释放。6月10日，斯大林在会上作关于苏丹-加里耶夫事件的演讲（后收入《斯大林全集》第五卷）。据称苏丹-加里也夫曾秘密联系巴斯玛奇。斯大林在演讲中提出“苏丹-加里耶夫主义”（Султангалиевизм），他说：“苏丹-加里耶夫主义还能发生，它在东方各共和国，特别是在巴什基尔和鞑靼两地得到了自己的若干同道者，这就无可怀疑地说明，在这些共和国内占优势多数的右派分子，不是反对民族主义的有力堡垒。”但斯大林同意古比雪夫释放加里耶夫的提议。6月14日，明仁斯基将关押了45天的加里耶夫释放。加里耶夫被降职进入一个打猎协会工作。苏丹-加里耶夫事件后，苏联东部各共和国，首先是巴什基尔共和国和鞑靼共和国，大批少数民族党员被清除出党甚至被杀。
1940年被处决。1990年获得平反。